# Vanwall VW5

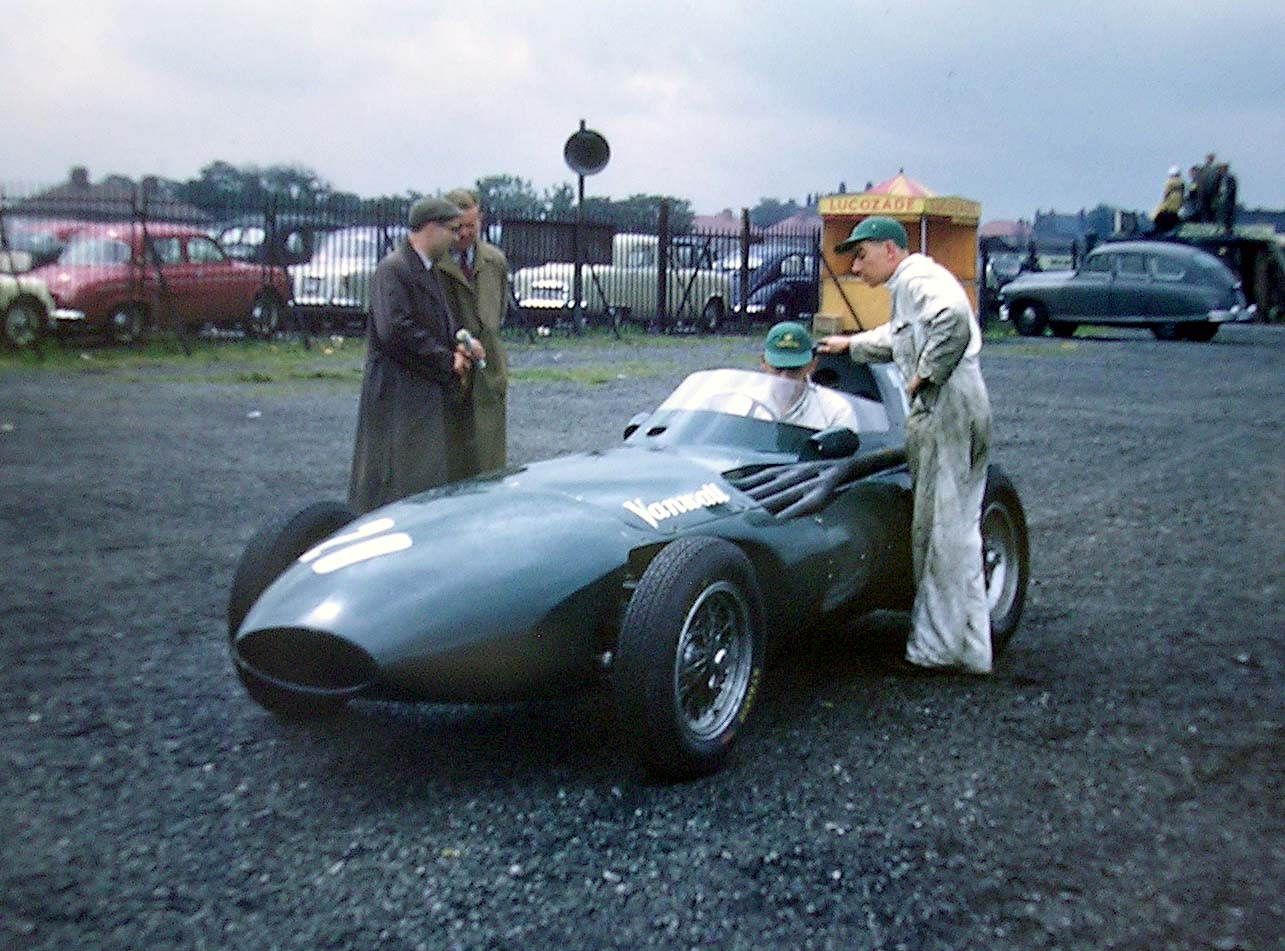
Vanwall VW5 prima della partenza del Gran Premio di Aintree 1957

La Vanwall VW5 è una monoposto di Formula 1 realizzata dalla scuderia britannica Vanwall per partecipare alle stagioni 1957 e 1958. 
Nella stagione 1958 la vettura portò alla vittoria da parte della Vanwall del titolo costruttori, il primo in assoluto nella storia della Formula Uno.